# Head in the Clouds
Head in the Clouds (bra: Três Vidas e Um Destino; prt: Três Vidas, Um Destino) é um filme canado-britânico de 2004, dos gêneros guerra e drama romântico, dirigido por John Duigan.

## Sinopse
No período entre a Guerra Civil Espanhola e a 2ª Guerra Mundial, a aristocrata Gilda (Charlize Theron) se apaixona pelo estudante Guy (Stuart Townsend), que mais tarde vai morar com ela e a modelo espanhola Mia (Penélope Cruz) em Paris. Enquanto Guy e Mia pretendem defender lutar na guerra por suas respectivas pátrias, Guida questiona o sentido da vida.

## Elenco
- Charlize Theron .... Gilda Bessé
- Penélope Cruz .... Mia
- Stuart Townsend .... Guy
- Thomas Kretschmann .... Frans Bietrich
- Steven Berkoff .... Charles Bessé
- David La Haye .... Lucien
- Karine Vanasse .... Lisette
- Gabriel Hogan .... Julian Elsworth
- Rachelle Lefevre .... Alice
- John Jorgensen .... Django Reinhardt

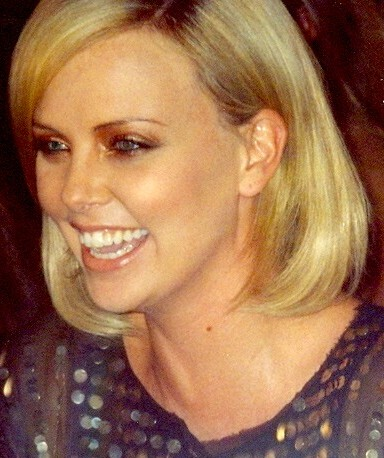
Charlize Theron, uma das protagonistas do filme.